# 鼠亞科
鼠亞科（學名：Murinae）是鼠科之下五個亞科之一，分佈於非洲和歐洲、亞洲以及大洋洲（例如：新幾內亞大鼠屬，Anisomys）的大、小鼠，包含至少519個物種、超過100個屬。這龐大的物種數量甚至比一些其他哺乳动物的科還要大，只有倉鼠科及鼠科能與之匹敵；本亞科甚至只比蝙蝠及啮齿目餘下的分類單元為小，其他哺乳動物的目都沒有鼠亞科之物種數量龐大。

## 分類學
絕大多數鼠亞科物種的研究並不深，更遑論這些屬的再分組。有文獻把整個亞科超過100個屬組成10個族。

## 外部連結
- 維基物種上的相關：鼠亞科